# 吉沢佐衣子
吉沢 佐衣子（よしざわ さえこ）は、日本の女性声優。オフィス薫に所属していた。

## 出演作品

### テレビアニメ
- 魔法騎士レイアース（友人A）
- 名探偵コナン（係員C）
- 勇者指令ダグオン（スチュワーデス）
- ロスト・ユニバース（ルミ）

### OVA
- ダーティペア FLASH（トラコンA）
- 天使なんかじゃない（女子E）
- ボンバーマン 勇気をありがとう 私が耳になる ※福祉映画

### ドラマCD
- MIND ASSASSIN
- 勇者指令ダグオン（女子B、看護婦、風祭翔子）

### 吹き替え
- カリフォルニア・ドリーム
- 天才少年ドギー・ハウザー